# Amedroz Lake
Amedroz Lake är en sjö i Kanada.   Den ligger i provinsen British Columbia, i den sydvästra delen av landet, 3 700 km väster om huvudstaden Ottawa. Amedroz Lake ligger 185 meter över havet.